# Кино през 1997 година
Това е списък на събития, свързани със киното през 1997 година.

## Най-касовите филми
| №   | Заглавие                            | Филмово студио                       | Приходи        |
| --- | ----------------------------------- | ------------------------------------ | -------------- |
| 1.  | „Титаник“                           | Парамаунт Пикчърс / 20th Century Fox | $1 843 201 268 |
| 2.  | „Изгубеният свят: Джурасик парк“    | Юнивърсъл Студиос                    | $618 638 999   |
| 3.  | „Мъже в черно“                      | Columbia Pictures                    | $589 390 539   |
| 4.  | „Винаги ще има утре“                | Юнайтед Артистс                      | $333 011 068   |
| 5.  | „Еър форс едно“                     | Columbia Pictures                    | $315 156 409   |
| 6.  | „Колкото толкова“                   | TriStar Pictures                     | $314 178 011   |
| 7.  | „Лъжльото“                          | Юнивърсъл Студиос                    | $302 710 615   |
| 8.  | „Сватбата на най-добрия ми приятел“ | TriStar Pictures                     | $299 288 605   |
| 9.  | „Петият елемент“                    | Columbia Pictures                    | $263 920 180   |
| 10. | „Време за мъже“                     | Фокс Сърчлайт Пикчърс                | $257 938 649   |

## Награди
| Категория           | 55-и награди Златен глобус 18 януари 1998    | 55-и награди Златен глобус 18 януари 1998    | 70-и награди Оскар 23 март 1998                         | 51-ви награди на БАФТА 18 април 1998       |
| Категория           | Драма                                        | Мюзикъл или комедия                          | 70-и награди Оскар 23 март 1998                         | 51-ви награди на БАФТА 18 април 1998       |
| ------------------- | -------------------------------------------- | -------------------------------------------- | ------------------------------------------------------- | ------------------------------------------ |
| Филм                | „Титаник“                                    | „Колкото толкова“                            | „Титаник“                                               | „Време за мъже“                            |
| Актьор              | Питър Фонда „Златото на Ули“                 | Джак Никълсън „Колкото толкова“              | Джак Никълсън „Колкото толкова“                         | Робърт Карлайл „Време за мъже“             |
| Актриса             | Джуди Денч „Мисис Браун“                     | Хелън Хънт „Колкото толкова“                 | Хелън Хънт „Колкото толкова“                            | Джуди Денч „Мисис Браун“                   |
| Режисьор            | Джеймс Камерън „Титаник“                     | Джеймс Камерън „Титаник“                     | Джеймс Камерън „Титаник“                                | Баз Лурман „Ромео + Жулиета“               |
| Поддържащ актьор    | Бърт Рейнолдс „Буги нощи“                    | Бърт Рейнолдс „Буги нощи“                    | Робин Уилямс „Добрият Уил Хънтинг“                      | Том Уилкинсън „Време за мъже“              |
| Поддържаща актриса  | Ким Бейсингър „Поверително от Ел Ей“         | Ким Бейсингър „Поверително от Ел Ей“         | Ким Бейсингър „Поверително от Ел Ей“                    | Сигорни Уийвър „Ледената буря“             |
| Адаптиран сценарий  | „Добрият Уил Хънтинг“ Бен Афлек и Мат Деймън | „Добрият Уил Хънтинг“ Бен Афлек и Мат Деймън | „Поверително от Ел Ей“ Брайън Хелгеленд и Къртис Хансън | „Ромео + Жулиета“ Баз Лурман и Крейг Пиърс |
| Оригинален сценарий | „Добрият Уил Хънтинг“ Бен Афлек и Мат Деймън | „Добрият Уил Хънтинг“ Бен Афлек и Мат Деймън | „Добрият Уил Хънтинг“ Бен Афлек и Мат Деймън            | „Nil by Mouth“ Гари Олдман                 |
| Чуждестранен филм   | „Моят живот в розово“                        | „Моят живот в розово“                        | „Характер“                                              | „Апартаментът“                             |

## Премиери на български филми
| Дата         | Заглавие           | Режисьор        |
| ------------ | ------------------ | --------------- |
| 15 май       | „Разговор с птици“ | Румяна Петкова  |
| 22 август    | „14 целувки“       | Пламен Масларов |
| 22 септември | „Суламит“          | Христо Христов  |

## Родени
- 10 февруари – Клоуи Грейс Морец
- 15 април – Мейзи Уилямс

## Починали
- 14 март – Фред Зинеман
- 1 юли – Робърт Мичъм
- 2 юли – Джеймс Стюарт
- 24 юли – Брайън Глоувър
- 17 септември – Ред Скелтън
- 24 октомври – Дон Месик
- 30 октомври – Самюъл Фулър
- 18 декември – Крис Фарли
- 24 декември – Тоширо Мифуне

## Дебюти
Следните личности дебютират в киното:
- Шанън Елизабет в „Blast“
- Мена Сувари в „Nowhere“
- Миша Бартън в „Lawn Dogs“
- Джерард Бътлър в „Мисис Браун“
- Орландо Блум в „Уайлд“
- Кейти Холмс в „Ледената буря“
- Ейдриън Грение в „Arresting Gena“
- Йоан Грифит в „Уайлд“
- Дженифър Гарнър в „Да разнищим Хари“